# John Lucas (filosofo)
John Randolph Lucas (Guildford, 18 giugno 1929 – Somerset, 5 aprile 2020) è stato un filosofo britannico.

## Biografia
Frequentò il Winchester College e, successivamente, il Balliol College di Oxford, nel quale studiò dapprima matematica e poi Literae Humaniores (latino e greco, storia e filosofia antiche), laureandosi con la supervisione di Richard Mervyn Hare e con gli onori di prima classe. Nel 1954 conseguì il Master of Arts nel medesimo ateneo.
Dal 1957 al 1958 studiò matematica e logica all'Università di Princeton. Per 36 anni, fino al suo pensionamento nel 1996, fu fellow e tutor del Merton College di Oxford e anche in seguito rimase membro emerito della Facoltà di Filosofia dell'università.
Lucas è noto soprattutto per il suo articolo Minds, Machines and Gödel, nel quale sostiene che un automa non può adeguatamente rappresentare un matematico umano, confutando essenzialmente il computazionalismo.
I suoi articoli vertono sulla filosofia della matematica, in particolare le implicazioni logiche ed esistenziali del teorema di incompletezza di Gödel, la filosofia della mente, il libero arbitrio e il determinismo, la filosofia della scienza (incluso un libro di fisica scritto insieme a Peter E. Hodgson), il principio di causalità, la filosofia politica, la filosofia della religione, l'etica e in particolare l'etica degli affari.
Figlio di un pastore della Chiesa d'Inghilterra ed egli stesso anglicano, Lucas si definiva "un inglese tradizionale fino al midollo". Lui e Morar Portal hanno avuto quattro figli, tra i quali Edward Lucas, ex giornalista del The Economist.
Motivato da un interesse pratico per l'etica degli affari, fu uno dei membri fondatori dell'Oxford Consumers' Group, del quale fu anche il primo presidente dal '61 al '63 e nuovamente nel 1965.

## Pensiero

### Il libero arbitrio
L'articolo Minds, Machines and Gödel, pubblicato nel 1961, diede origine a un lungo e acceso dibattito circa le implicazioni per la tesi del meccanismo antropico, secondo la quale la mente e la natura umana non sono interamente spiegabili in termini meccanicistici. Lucas asserì che:
1. Determinismo: per ogni h umano esiste almeno un sistema logico (deterministico) L(h), tale che predice in modo affidabile le azioni di h in tutte le circostanze;
2. Per qualsiasi sistema logico L, un logico matematico sufficientemente abile (dotato di un computer potente a sufficienza, se necessario) può costruire alcune dichiarazioni T(L) che sono vere, ma che restano non dimostrabili in L (in conseguenza del primo teorema di Gödel);
3. Se un umano m è un logico matematico sufficientemente abile (dotato di un computer potente a sufficienza, se necessario), allora, dato L(m), lui o lei possono costruire alcune dichiarazioni T(L(m)) e determinare che sono vere, mentre L(m) non può;
4. Quindi L(m) non prevede in modo affidabile le azioni di m in tutte le circostanze;
5. Quindi m ha il libero arbitrio;
6. Non è plausibile che la differenza qualitativa tra i logici matematici e il resto della popolazione sia tale che i primi abbiano libero arbitrio e i secondi no.

Negli anni '90, Hava Siegelmann scoprì che le reti neurali analogiche sufficientemente complesse equivalgono alle macchine di Turing, fornendo un'ulteriore argomentazione a questa tesi.

### Spazio, tempo e causalità
Lucas ha scritto diversi libri sulla filosofia della scienza e dello spazio-tempo. Nel volume A treatise on time and space ha introdotto una derivazione trascendentale delle trasformazioni di Lorenz basata sullo scambio di messaggi rosso e blu (rispettivamente in russo e greco) dai rispettivi quadri di riferimento che dimostra come questi possano essere derivati da un insieme minimo di ipotesi filosofiche. Inoltre, viene stabilita un'analogia fra le trasformazioni di Lorentz della Relatività Ristetta e della Relatività Generale con i gruppi ortogonali il cui "nucleo" euclideo è immerso in uno spazio newtoniano ed è il migliore dei mondi possibili per consentire a una coppia di monadi leibniziane - nascoste e agenti a distanza - di ristabilire un'armonia prestabilita fra i temi discordanti delle due particelle.
Nel capitolo 43, afferma che tutte le funzioni periodiche continue possono essere espresse mediante una serie di funzioni trigonometriche, che a loro volta possono essere espresse come funzioni esponenziali di numeri immaginari, laddove invece la periodicità è una proprietà del tempo: al contrario, la funzione esponenziale di un numero reale non è periodica, bensì monotonicamente crescente e assimilabile ad un'estensione illimitata che cresce indefinitamente e senza limite.

Il testo sostiene che il tempo può avere un'unica dimensione autointegrata in tre dimensioni spaziali unicamente descrivibili e descritte mediante la geometria euclidea, come già aveva intuito Kant.
L'unica dimensione temporale è anche unidirezionale, se si fa riferimento al successivo libro The Future, dato alle stampe nel 1989.

In quest'ultimo testo, Lucas fornisce un'analisi dettagliata dei tempi linguistici e del tempo sensibile, sostenendo che la teoria del continuo spazio-temporale a 4 dimensioni. chiamato anche eternalismo filosofico o blocco spazio-temporale, offre una visione del tempo profondamente inadeguata poiché non è in grado di spiegare lo scorrere del tempo, la preminenza del presente, la direzione del tempo e la differenza tra futuro e passato, che entrambi non sono più. Lucas si esprime a favore di una struttura ramificata ad albero, nella quale per ogni punto dello spazio-tempo esiste un singolo presente e un singolo passato, ma si apre una pluralità di orizzonti futuri possibili:
(The Future, 1989, p. 4.)

## Premi e riconoscimenti
- 1988: eletto membro della British Academy[10];
- 1991-1993: Presidente della British Society for the Philosophy of Science.